# گلن اوشی
گلن اوشی (انگلیسی: Glenn O'Shea؛ زادهٔ ۱۴ ژوئن ۱۹۸۹) دوچرخه‌سوار اهل استرالیا است.
وی در مسابقات کشوری و بین‌المللی در مجموع برندهٔ ۴ مدال طلا، ۴ مدال نقره، ۲ مدال برنز شده‌است.